# Golman Pierre
Golman Pierre (Dessalines, 21 febbraio 1971) è un ex calciatore haitiano, di ruolo attaccante.

## Carriera

### Nazionale
Ha debuttato in Nazionale il 1996. Ha partecipato, con la Nazionale, alla CONCACAF Gold Cup 2000 e alla CONCACAF Gold Cup 2002.

## Palmarès

### Club

#### Competizioni nazionali
- Campionato haitiano di calcio: 1

FICA: 2001

### Individuale
- Capocannoniere della Coppa dei Caraibi 2001